# Пічник
Пічник (як і домовик) — охоронець домашнього вогнища. Він постійно перебуває в печі, на печі чи за нею. Коли родина лягає спати, тоді для нього безліч клопотів: дбайливо замести піч, припічок і долівку, ретельно повертати сніпка зі збіжжям чи перемішувати зерно на черені, щоб добре висохло. Якщо, бува, господарі забули причинити на ніч комин закривачкою, то пічник вартує, аби через димар не влізла в хату нечиста сила. Якщо господиня охайна, пічник допомагає їй у хатній роботі. Непутящій жінці може зробити так, що сажа в печі почне тліти, а то й спричинить пожежу. Раз на рік, за повір'ям, піч має піти в танок: для пічника це велике свято, і він сам пританцьовує, а коли в хаті нова господиня, пічник уважно придивляється до неї. Іноді може розгніватися і покинути домівку разом з домовиком, перетворюючи її на пустку, де одразу оселяються злі духи.